# Салами, Хоссейн
Хоссейн Салами (перс. حسین سلامی‎; 1960, Гольпайеган — 13 июня 2025, Тегеран) — иранский военачальник, генерал-лейтенант, главнокомандующий Корпуса стражей исламской революции (КСИР) с 2019 по 2025 год.

## Биография
Салами вступил в Корпус стражей исламской революции после исламской революции в Иране и начала ирано-иракской войны в ноябре 1989 года. Во время ирано-иракской войны был зайдествован в Курдистане и главным образом на южном фронте, выполняя различные боевые обязанности в составе 25-й иранской Кербелинской дивизии Мазандарана, 14-й дивизии Имама Хосейна. После окончания войны окончил Командно-штабную академию Армии Исламской Республики Иран.
Командующий Корпусом стражей исламской революции (КСИР) с 21 апреля 2019 года. Ранее был назначен на должность заместителя командующего верховным лидером ИРИ Али Хаменеи в октябре 2009 года. С ноября 2005 года занимал должность вице-председателя Объединённого комитета начальников штабов КСИР, и командовал Военно-воздушными и космическими силами КСИР.
Убит 13 июня 2025 года в результате ракетного удара Израиля по Ирану, в рамках операции по устранению ядерной угрозы.

## Санкции
Согласно Резолюции 1737, принятой Советом Безопасности ООН в 2006 году, генерал Хоссейн Салами находился под санкциями как «лицо, принимающее участие в программе по баллистическим ракетам». Также находился в санкционных списках США, Канады, Швейцарии, Австралии и Японии.